# Myrinet
Myrinet (ANSI/VITA 26-1998) — тип комунікаційного середовища для побудови кластерів. 2005-го року до 28% кластерних систем зі списку TOP500 (список найпродуктивніших комп'ютерів світу) було побудовано із застосуванням Myrinet. У 2009 році цей показник впав до 2%. У 2013 році Myrinet була продана компанії CSP Inc., і станом на 2019 рік не залишилося жодної системи у TOP500, що використовує дану мережу.

## Характеристики
- Пропускна здатність: 250 МБ/с, 1250 МБ/с (Myri-10G).
- Час затримки — близько 10 мкс.
- Топологія: комутована, елементом комутації є матриця 8х8. Комутатори на її основі підтримують до 128 портів. Для побудови великих мереж використовуються різні варіанти топології Fat Tree, найкраща продуктивність досягається з використанням мережі Кло[en] (детальніше про побудову мереж на основі Myrinet можна прочитати в документі Myrinet Switch Guide).
- Програмне забезпечення: низькорівневий інтерфейс програмування GM, MPICH/GM, PVM/GM, стік TCP/IP, а також комерційні продукти - MPIPro,  Scali MPI

## Інші мережі длясуперкомп'ютерів
- Gigabit Ethernet
- SCI
- QsNet
- InfiniBand